# Johann Rudolf Meyer
Johann Rudolf Meyer (Aarau, 25 febbraio 1739 – Aarau, 11 settembre 1813) è stato un imprenditore svizzero.
Fu una delle figure più influenti nella vita della città di Aarau. Fu anche presidente del senato svizzero.

## Vita
Dopo la prematura morte del padre (consigliere cittadino e artigiano), venne educato in casa di una zia. Nel 1753 intraprese un soggiorno di studio nella Svizzera francese.